# Turhan Tezol
Turhan Tezol (Istanbul, 9 agosto 1932 – Smirne, 27 aprile 2014) è stato un cestista turco.

## Carriera
In carriera ha giocato nel Modaspor Istanbul.  Con la Turchia ha disputato tre edizioni degli Europei (1955, 1957 e 1959) e le Olimpiadi del 1952.